# Torre de Can Rieró
Torre de Can Rieró, altrament conegut com a torre d'Atzaró, és una fortifació situada en el municipi de Santa Eulària des Riu (Eivissa) i està protegida com a bé d'Interés Nacional.
En línies generals la conservació de la torre de can Rieró és bona. A favor d'això va el fet que la seua estructura es conservi completa, llevat del rebaix del parapet de la plataforma, fet d'importància secundària.
Tot i això, la volta de la planta inferior ha perdut el farcit i el sòl de la planta superior manca de paviment. Els paraments externs, molt especialment els de la part alta de la torre, presenten un grau d'erosió, que a hores d'ara ja és preocupant i que requereix d'una consolidació o reposició amb caràcter gairebé d'urgència.

## Descripció
La torre té un cos cilíndric i, a la base, un sòcol lleugerament cònic. Conserva completes les dues plantes i el parapet, aquest darrer un poc rebaixat.
Té dues portes, una cada planta, totes dos miren cap a llevant i ofereixen la clàssica inclinació amb relació a l'eix radial de la torre. Es considera que la que pertany al pis superior és més antiga. Aquesta té un arc rebaixat de dovelles un tant irregulars de pedra. La porta inferior, que comunica directament amb la cambra baixa, és més gran que la descrita abans i està rematada per una jàssena de fusta.
Les dues cambres són circulars en planta i ambdues estan cobertes amb voltes apuntades. Als interiors pocs detalls són particulars, només una fornícula a la cara nord de la planta baixa. Com també era típic, dues estretes trapes de plantes trapezoidals, prop del mur, per la banda interior, comunicaven tant les dues plantes com la plataforma superior.
La torre està construïda amb murs d'entorn d'1,80 m a la planta baixa, decreixent el gruix en alçària per l'interior, amb doble parament de maçoneria col·locada en horitzontal i morter i rebliment interior. Els paraments estan referits amb morter de terra i calç. Per l'exterior, la part que envolta la porta de la planta baixa està emblanquinada.
Es considera que la torre de can Rieró té alguns trets anòmals. Un d'ells seria la posició invertida de les trapes en relació amb les portes, l'altra el fet que la porta original se situï a la primera planta i no a la baixa com és habitual.

## Història
La primera menció històrica d'aquesta torre es troba als Llibres d'Entreveniments i data de 1771. De fet, en els mateixos documents, es deixa constància d'un important atac de moros a la zona d'Atzaró, l'any 1579, sense però que es faci esment de les torres. Aquesta dada ha fet suposar que encara no existien torres defensives a l'entorn (és a dir, tampoc, ni la de can Jaumet, ni la de can Montserrat) en aquesta data.
Sigui com sigui, la realitat és que, com passa tant sovent, es desconeix exactament quan va ser construïda la torre de can Rieró, amb el benentès que existia amb evidència a la segona meitat del segle xviii. De tota manera cal no oblidar la presència de materials arqueològics clarament datables en època andalusina, per la qual cosa cap la possibilitat, com ja s'ha dit en altres ocasions, que al mateix lloc, evidentment estratègic mercès també a la font d'Atzaró, que se situa a poca distància, un poc més avall, que existissin aquí precedents defensius